# Betuloxys kostyukovi
Betuloxys kostyukovi är en stekelart som beskrevs av Hagop Haroutune Davidian 2005. Betuloxys kostyukovi ingår i släktet Betuloxys och familjen bracksteklar. Inga underarter finns listade.